# Cărbunești
Cărbunești est une commune roumaine du județ de Prahova, dans la région historique de Valachie et dans la région de développement du Sud.

## Géographie
La commune de Cărbunești est située au nord-est du județ, à la limite avec le județ de Buzău, dans les collines du piémont des Carpates courbes, à 20 km à l'est de Vălenii de Munte et à 50 km au nord-est de Ploiești, le chef-lieu du județ.
La municipalité est composée des deux villages suivants (population en 1992) :
- Cărbunești (1 655), siège de la commune ;
- Gogeasca (378).

## Politique
| Période                                  | Période | Identité   | Étiquette | Qualité |
| ---------------------------------------- | ------- | ---------- | --------- | ------- |
| Les données manquantes sont à compléter. |         |            |           |         |
| 2008                                     |         | Petre Stan | PDL, PNL  |         |

| Parti | Parti                                      | Sièges |
| ----- | ------------------------------------------ | ------ |
|       | Parti national libéral (PNL)               | 8      |
|       | Parti national démocrate (PND)             | 2      |
|       | Alliance des libéraux et démocrates (ALDE) | 1      |

## Religions
En 2002, la composition religieuse de la commune était la suivante :
- Chrétiens orthodoxes, 88,69 % ;
- Pentecôtistes, 7,50 % ;
- Adventistes du septième jour, 3,75 %.

## Démographie
En 2002, la commune comptait 1 920 Roumains, soit la totalité de la population. On comptait à cette date 812 ménages et 923 logements.
| 1992  | 2002  | 2007  |
| ----- | ----- | ----- |
| 2 033 | 1 920 | 1 890 |

## Économie
L'économie de la commune repose sur l'agriculture (vergers), l'élevage et l'apiculture.

## Communications

### Routes
La route régionale DJ100M se dirige vers Surani au sud et la DJ233 mène à Posești au nord. La route communale DC55, quant à elle, mène vers le județ de Buzău et la commune de Calvini.